# Pribeta
Pribeta (bis 1948 slowakisch Perbete – bis 1927 Perbeta; ungarisch Perbete) ist eine Gemeinde in der Südwestslowakei. Sie liegt in der Donauebene, 10 km östlich von Hurbanovo und 24 km nordöstlich von Komárno entfernt.

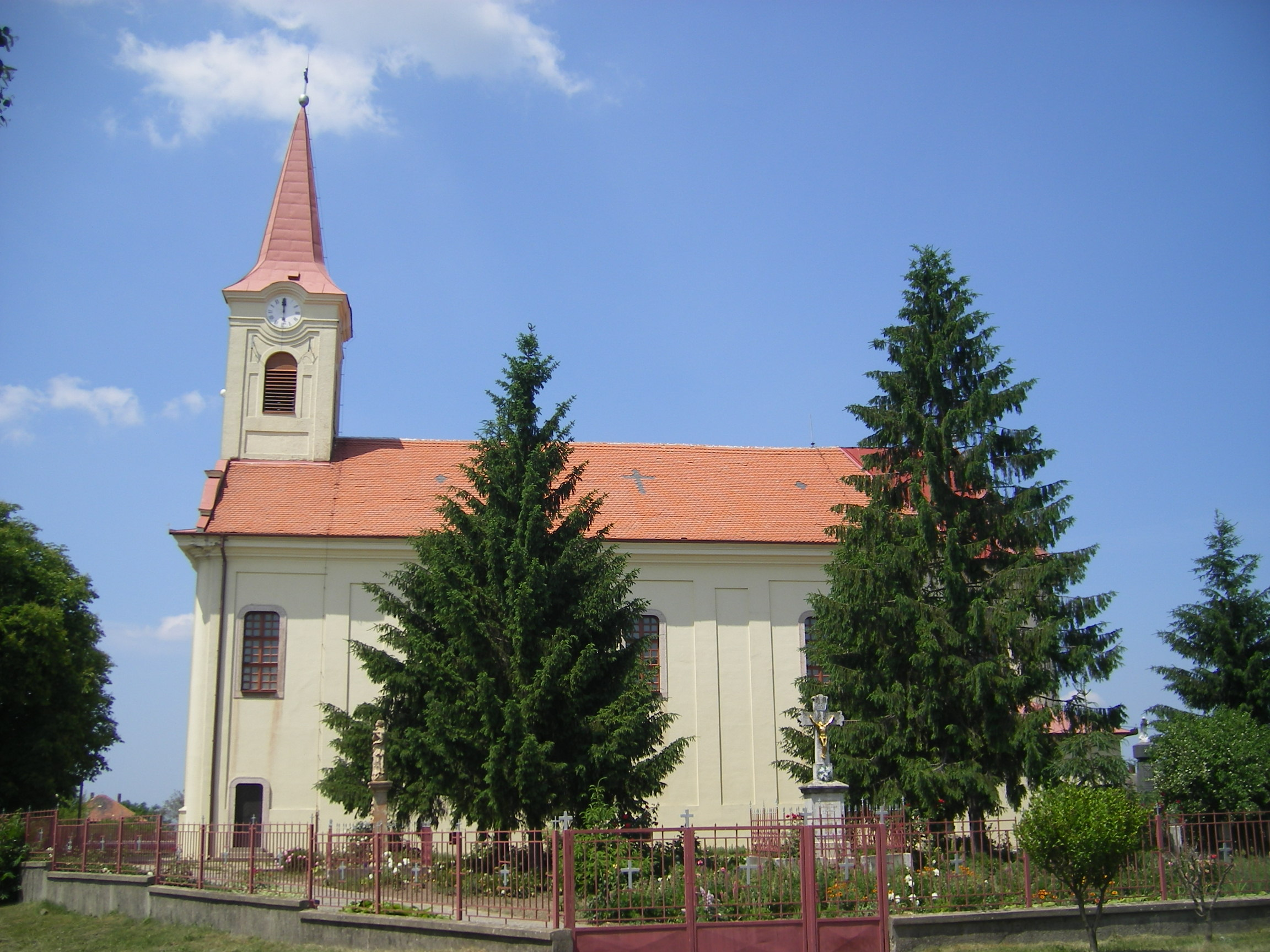
Kirche der Heiligen Dreifaltigkeit

Der Ort wurde 1312 erstmals schriftlich als Perbethe erwähnt.
Bis 1918 gehörte die Gemeinde im Komitat Komorn zum Königreich Ungarn und kam dann zur neu entstandenen Tschechoslowakei. Durch den Ersten Wiener Schiedsspruch kam sie von 1938 bis 1945 kurzzeitig wieder zu Ungarn.

## Bevölkerung
| Jahr                | 1994 | 2004    | 2014    | 2024    |
| ------------------- | ---- | ------- | ------- | ------- |
| Anzahl der Personen | 3197 | 3060    | 2901    | 2635    |
| Unterschied         |      | −4,28 % | −5,19 % | −9,16 % |

| Jahr                | 2023 | 2024    |
| ------------------- | ---- | ------- |
| Anzahl der Personen | 2665 | 2635    |
| Unterschied         |      | −1,12 % |

Von den im Ort lebenden Einwohnern sind 77 % ungarischer und 23 % slowakischer Abstammung (Stand 2001).